# The Adventures of Panama Red
| Recensione              | Giudizio    |
| ----------------------- | ----------- |
| AllMusic                | [ 4 ]       |
| Robert Christgau        | C-          |
| Sputnikmusic            | 3.5 (Great) |
| Dizionario del Pop-Rock | [ 7 ]       |

The Adventures of Panama Red è il quarto album dei New Riders of the Purple Sage, pubblicato dalla Columbia Records nel settembre del 1973.

## Tracce

### LP
Lato A
1. Panama Red – 2:48 (Peter Rowan)
2. It's Alright with Me – 2:41 (Dave Torbert)
3. Lonesome L.A. Cowboy – 4:08 (Peter Rowan)
4. Important Exportin Man – 2:24 (Dave Torbert, Tom Hovey)
5. One Too Many Stories – 2:54 (John Dawson)

Lato B
1. Kick in the Head – 2:28 (Robert Hunter)
2. You Should Have Seen Me Runnin' – 2:58 (John Dawson)
3. Teardrops in My Eyes – 2:12 (Red Allen, Tommy Sutton)
4. L.A. Lady – 2:10 (Dorothy Goodman, Troy Seals, Will Jennings)
5. Thank the Day – 2:22 (Dave Torbert)
6. Cement, Clay and Glass – 2:33 (David Nelson, Spencer Dryden)

## Formazione
- John Dawson - chitarra, voce
- David Nelson - chitarra, voce
- Buddy Cage - chitarra pedal steel
- Dave Torbert - basso (eccetto brano: Thank the Day), chitarra, voce
- Spencer Dryden - batteria, percussioni

Ospiti
- Donna Godchaux - voce aggiunta (brani: Important Exportin Man e L.A. Lady)
- Buffy Sainte-Marie - voce aggiunta (brani: You Should Have Seen Me Runnin' e Cement, Clay and Glass)
- Memphis Horns - strumenti a fiato, arrangiamenti strumenti a fiato
- Norbert Putnam - basso (brano: Thank the Day)

Note aggiuntive
- Norbert Putnam - produttore, arrangiamenti
- Registrazioni effettuate al Record Plant di Sausalito, California
- Tom Flye - ingegnere delle registrazioni
- John Stronach e Bobby Hughes - ingegneri associati
- Tom Anderson, Phil Brown e Bob Edwards - secondi ingegneri delle registrazioni
- Mixaggio effettuato al Quadrafonic Studios di Nashville, Tennessee
- Norbert Putnam - ingegnere del remixaggio
- John P. Hagen, Gary Harover, Robbie Cook, Dale Franklin, Nadine Kaplan - crew
- Jon McIntire - management
- Spencer e Lore - album concept
- Toots and Toots - design copertina album originale
- Lore and Chris - cover art copertina album originale
- Tom Weir - fotografie copertina album originale[1][2][9]

## Classifica
Album
| Anno | Classifica    | Posizione raggiunta |
| ---- | ------------- | ------------------- |
| 1973 | Billboard 200 | 55                  |